# ماريك سوبولا

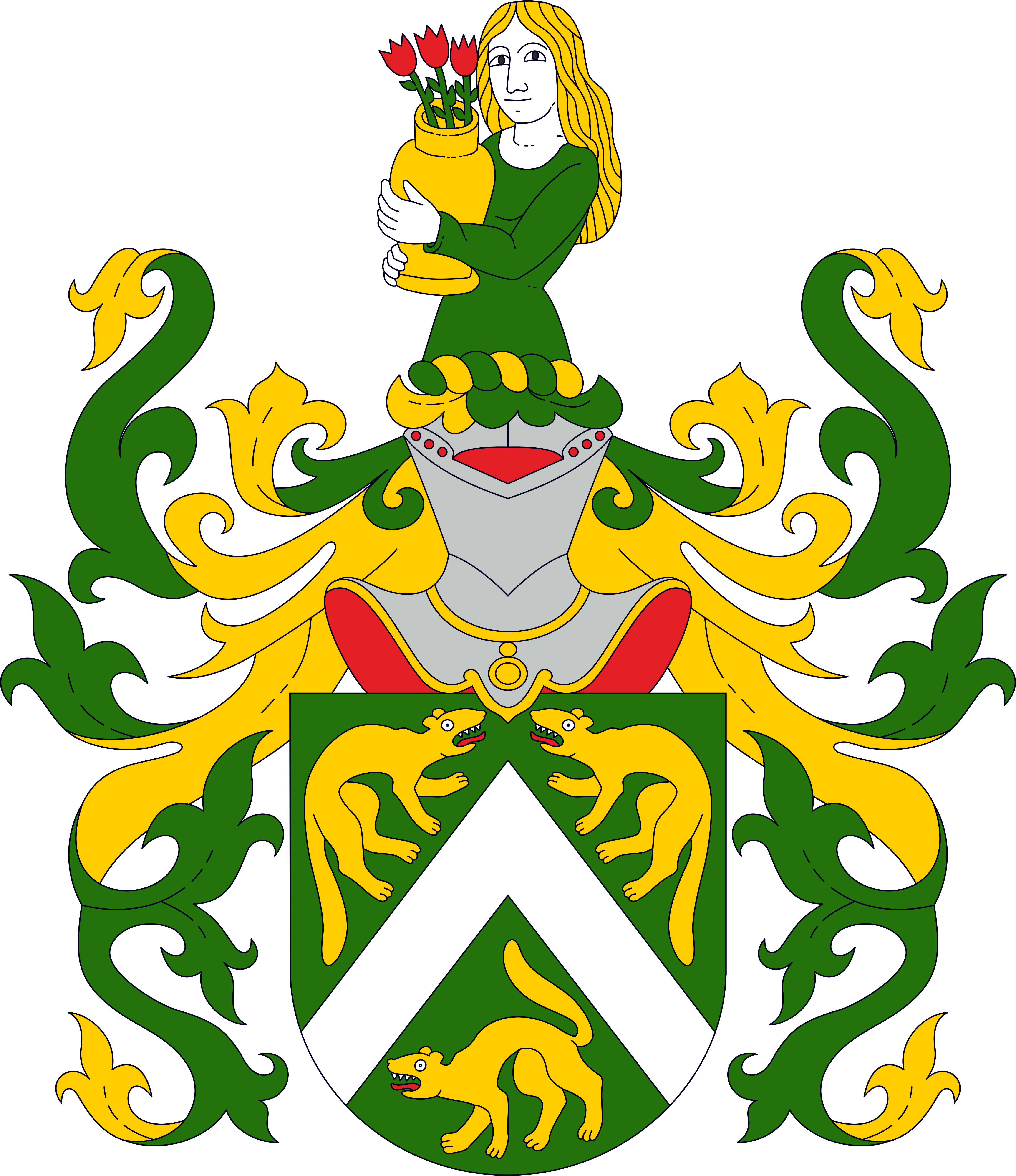
معطف الاذرع - ماريك سوبولا

ماريك سوبولا مولود في 3 يوليو 1981 هو مهندس حدائق ومناظر طبيعية معتمد، بستاني محترف، ومصمم وفنان شعبي.

## ميلاده
ولد ماريك سوبولا في جيلينا تشيكوسلوفاكيا (المعروفة في الوقت الحاضر بـ سلوفاكيا) وهو من سكان ديفينا الأصليين،  كما يشغل منصب عضو في الغرفة السلوفاكية للمهندسين المعماريين.

## عملائه وزبنائه
- جمهورية التشيك
- النمسا
- البحرين
- ساموا الأمريكية
- بابوا غينيا الجديدة
- تونغا
- جزر سليمان
- أيسلندا.[5]

## التعليم/المسيرة المهنية
- 1999 – 2004: جامعة سلوفاكيا للزراعة في مدينة نيترا، ثم كلية البستنة وهندسة المناظر الطبيعية، ودراسة الحدائق وهندسة المناظر الطبيعية (درجة في الهندسة)
- 2004 – 2007: جامعة سلوفاكيا للزراعة في نيترا، كلية الدراسات الأوروبية والتنمية الإقليمية، قسم التمية المستدامة (الدرجة الأكاديمية: دكتوراه في الفلسفة – Ph. D)
- 2007 – الآن: تصميم الحدائق وهندسة المناظر الطبيعية في أستوديو خاص به.
- 2011: عضو في الغرف السلوفاكية للمهندسين المعماريين كمهندس مناظر طبيعية معتمد.
- 2011 – 2016: جامعة قسطنطين الفيلسوف في نيترا، كلية الآداب، دراسة التاريخ (الدرجة الأكاديمية: الماجستير)[6]
- 2017: أبرشية جيلينا الكاثوليكية الرومانية: عضو في اللجنة الطقسية للأبرشية [7]

## أعمال مختارة
- حدائق خاصة في سلوفاكيا والنمسا (فيينا)
- ديفينا ميتيورايت: نصب تذكاري (من الفولاذ المقاوم للتجوية) ختم البريد (المنتج البريدي الرسمي)[8][9]
- حدائق عمودية: غوثال ليبتوفسكي أوسادا، مركز ميراج للتسوق في جيلينا، مقهى ثالمينر في ترنافا، الحديقة العمودية في تشاتيو جبيلاني (Château Gbeľany)
- حدائق السطح: مركز يوروفيا للتسوق في براتيسلافا – حديقة كثيفة، [10] أس بي أي راجيتسكه تيبليسي (SPA Rajecké Teplice) – حديقة واسعة
- الأسطح الخضراء: قلعة لايتافا (في السلوفاكية: Lietavský hrad) * أطلال قلعة واسعة في جبال سولوف في شمال سلوفاكيا[11][12]
- الأماكن العامة: مركز ميراج للتسوق في جيلينا، بناء على شكل حرف A في البلدة القديمة (من الفولاذ المقاوم للتجوية)
- كنيسة القديس لازاروس في نوفا بيستريكا: إعادة البناء والترميم هو نسخة طبق الأصل.[13] وقد بوركت الكنيسة من قبل الكاردينال دومينيك دوكا أو بي، رئيس أساقفة براغ السادس والثلاثين وزعيم بوهيما[14]
- الميداليات التذكارية لأبرشية روجنافا الكاثوليكية الرومانية في سلوفاكيا.[15]
- ختم البريد (المنتج البريدي الرسمي) لبريد سلوفاكيا.[16]
- طابع البريد مع كوبون شخصي: القديس يوحنا نيبومك في ديفينا، [17]
- مبتكر الطابع البريدي: أدريان فيردا
- المظروف مسبق الدفع مع البصمة: القديس يوحنا نيبومك في ديفينا[18]

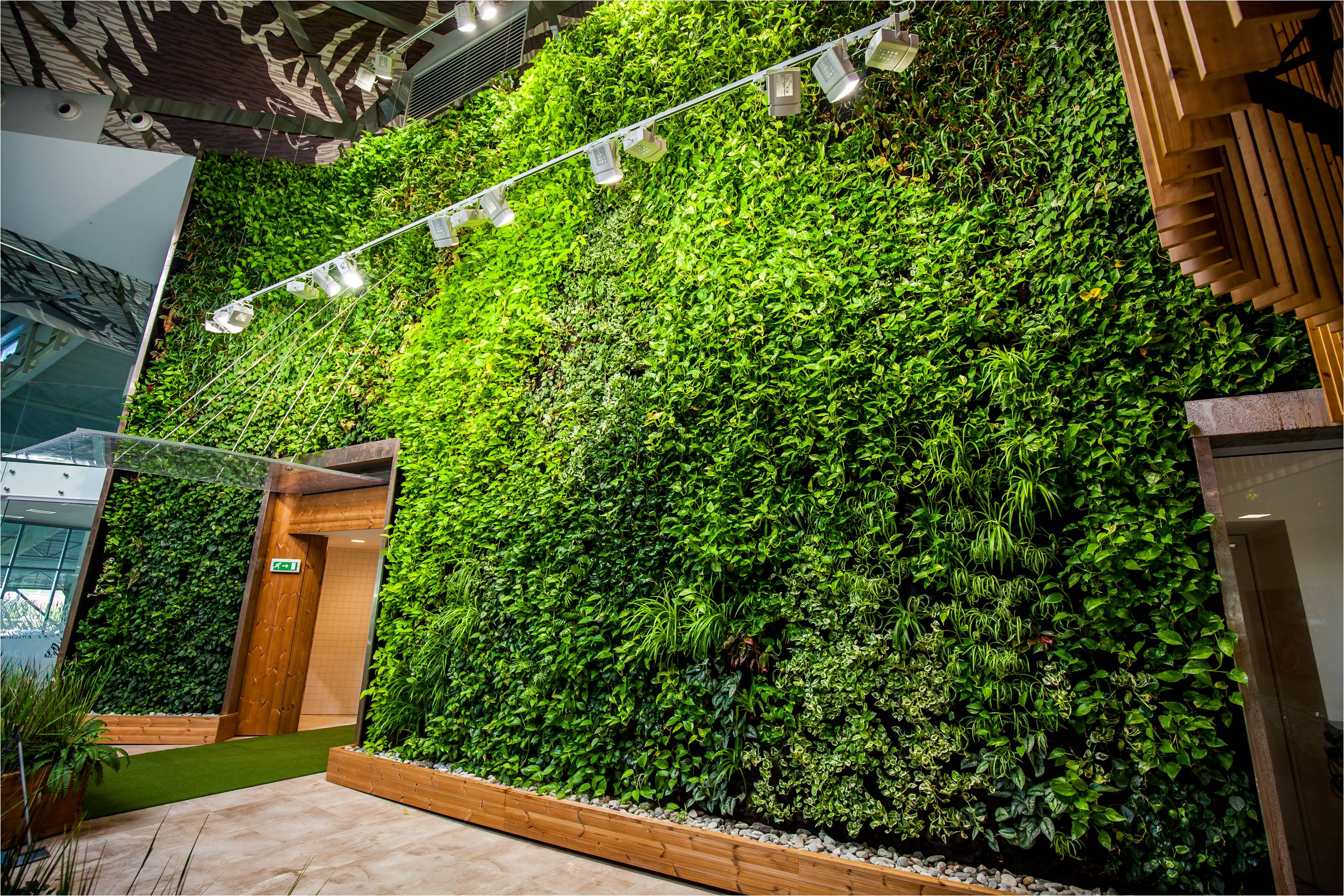
حدائق عمودية: غوثال ليبتوفسكي أوسادا

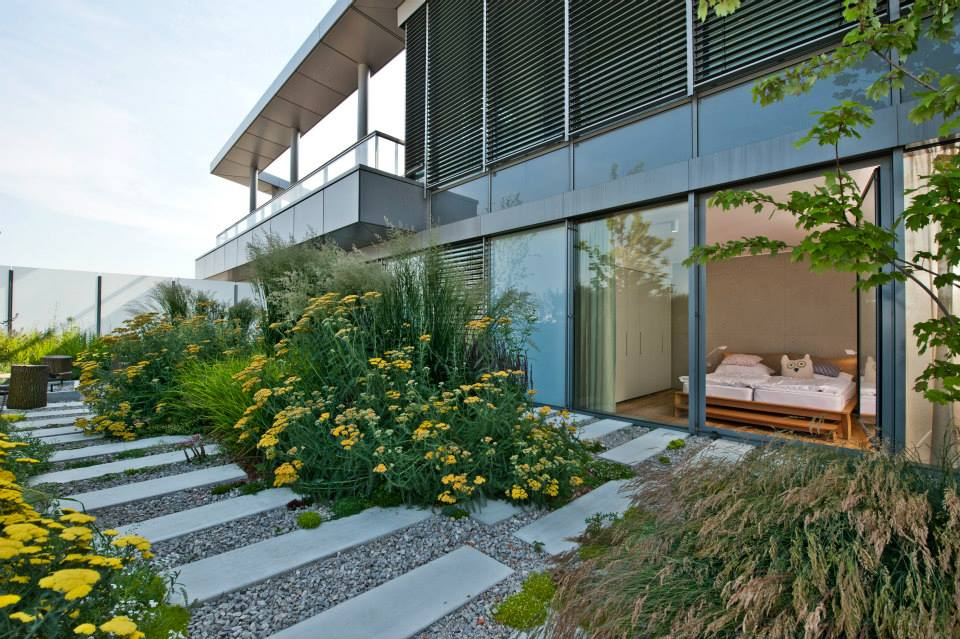
حدائق السطح: مركز يوروفيا للتسوق في براتيسلافا – حديقة كثيفة

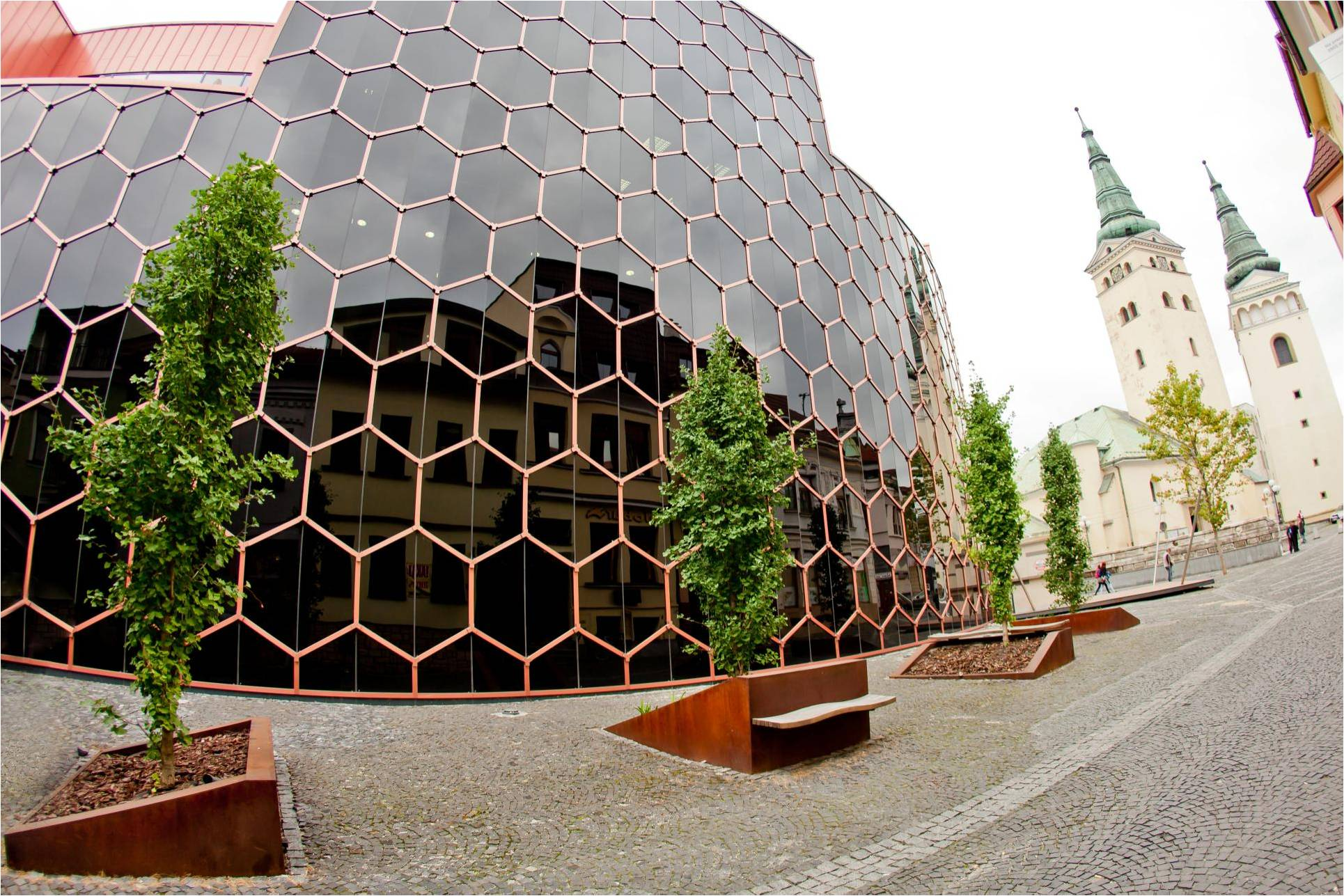
الأماكن العامة: مركز ميراج للتسوق في جيلينا، بناء على شكل حرف A في البلدة القديمة (من الفولاذ المقاوم للتجوية)

## شعارات النبالة الكنسية (مؤسسات) – معاطف الأسلحة/الأعلام/الأختام:
- أسقفية ألوتاو سيديا الكاثوليكية الرومانية (بابوا غينيا الجديدة)
- أسقفية رابول الكاثوليكية الرومانية المطرانية (بابوا غينيا الجديدة)
- أسقفية مادانغ الكاثوليكية الرومانية (بابوا غينيا الجديدة)
- أبرشية جوروكا الكاثوليكية الرومانية (بابوا غينيا الجديدة)
- أبرشية كيمبي الكاثوليكية الرومانية (بابوا غينيا الجديدة)
- أبرشية بيرينا الكاثوليكية الرومانية (بابوا غينيا الجديدة)
- النيابة الرسولية لشمال الجزيرة العربية والتي مقرها في البحرين[5]
- أبرشية ساموا الكاثوليكية الرومانية – باغو باغو (ساموا الأمريكية)
- أبرشية ريكيافيك الكاثوليكية الرومانية (أيسلندا)

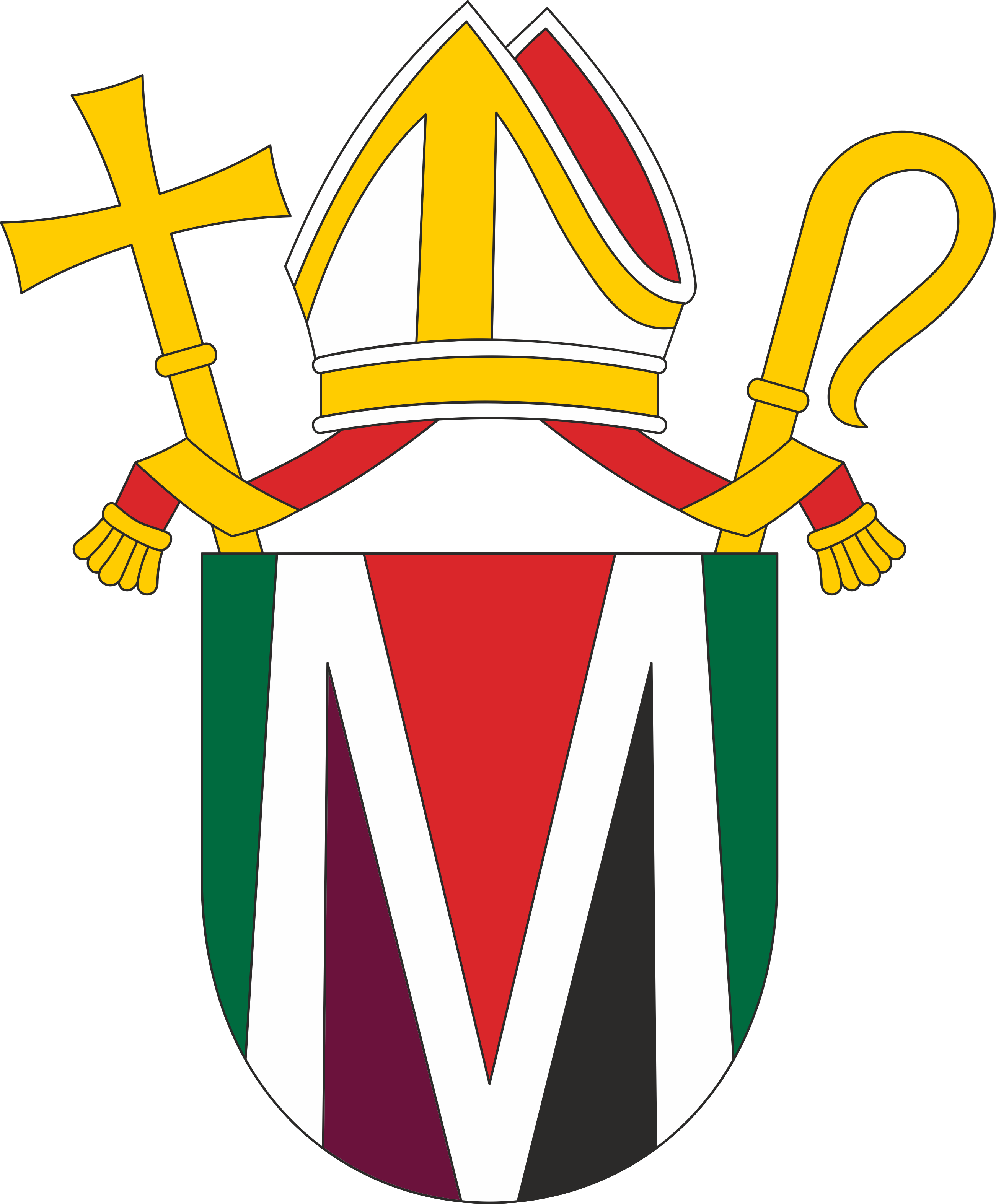
شعار النيابة الرسولية لشمال شبه الجزيرة العربية.

## شعارات النبالة الكنسية (أشخاص)
- رئيس الأساقفة فرانشيسكو بانفيلو، S.D.B.
- رئيس الأساقفة كارل هيسه MSC, MBE
- رئيس الأساقفة ستيفن جوزيف ريشرت OFM Cap.
- المطران وليام فاي OFM Cap.
- المطران داريوس كالوزا MSF
- المطران دافيد بارتيمج تينسر OFM Cap.

## المنشورات
- المحاضرات: 10، في جامعة سلوفاكيا للزراعة في نيترا وفي وكالة البيئة السلوفاكية (SEA)[19]
- المقالات العلمية والتقنية: 22 [20][21][22]
- المقالات الشعبية: 14

## الجوائز
- رابطة تصميم الحدائق والمناظر الطبيعية السلوفاكية، الصنف، "GARDEN DETAIL OF 2016"[23]
- الميدالية البرونزية: الحائط الأخضر في شاتو جبيلاني – سلوفاكيا
- الميدالية الفضية: الحائط الأخضر في ليبتوفاسكا أوسادا – سلوفاكيا

## روابط خارجية
ماريك سوبولا: الموقع الرسمي